# Musée de la franc-maçonnerie
Musée de la franc-maçonnerie (Muzeum svobodného zednářství) je muzeum v Paříži. Nachází se v sídle obedience Grand Orient de France v 9. obvodu v ulici Rue Cadet. Muzeum se zaměřuje na dějiny svobodného zednářství.

## Historie
Původní muzeum Grand Orient de France bylo založeno v roce 1889. Během německé okupace Paříže bylo vyrabováno a znovu otevřeno až v roce 1973 u příležitosti výstavy k 200. výročí Grand Orient de France. Muzeum postupně obnovilo své sbírky a doplněny byly díky navrácení zednářského archivu ruskou vládou v roce 2001. Muzeum má od roku 2000 svůj současný název. Muzeum bylo znovu otevřeno pro veřejnost 11. února 2010 po rozsáhlé renovaci.

## Sbírky a expozice
Sbírkové předměty zahrnují 10 000 objektů k dějinám zednářství – obrazy, rytiny, různé zednářské předměty, nábytek, keramika a archivní dokumenty aj. Muzeum má i knihovnu s 23 000 svazky a archivační centrum.
Výstavní prostor trvalé expozice má 400 m2 a 200 m2 rozlohy má dočasná expozice.